# Hierochloe potaninii
Hierochloe potaninii är en gräsart som beskrevs av Nikolai Nikolaievich Tzvelev. Hierochloe potaninii ingår i släktet Hierochloe och familjen gräs. Inga underarter finns listade i Catalogue of Life.